# 안일환
안일환(安日煥, 1961년 ~ )은 대한민국의 기획재정부 제2차관이었던 공무원이다.

## 학력
- 마산고등학교 졸업
- 서울대학교 국제경제학과 졸업
- 서울대학교 행정대학원 행정학 석사
- 오타와 대학교 대학원 경제학 석사
- 가톨릭대학교 대학원 행정학 박사

## 경력
- 1989 제32회 행정고시 합격 (재경직)
- 2003.04 기획예산처 산업재정 3과장
- 2005.07 기획예산처 민간투자제도팀 팀장
- 2006.05 기획예산처 혁신인사기획관
- 2008.03 기획재정부 예산실 국토해양예산과 과장
- 2009.02 기획재정부 예산실 예산제도과 과장
- 2010.01 기획재정부 예산실 예산총괄과 과장
- 2011.02~2013.02 국방부 계획예산관
- 기획재정부 공공기관 정상화추진단 부단장
- 2014.08~2015.10 기획재정부 대변인
- 2015.10~2017.09 기획재정부 예산실 사회예산심의관
- 2017.09~2019.01 기획재정부 예산실 예산총괄심의관
- 2019.01~2020.05 기획재정부 예산실 실장
- 2020.05~2021.03 기획재정부 제2차관
- 2020.05~2021.03 서울대학교 이사
- 2021.04~2021.11 대통령비서실 경제수석
- 2022.02~2023.09 주 경제협력개발기구(OECD) 대한민국 대표부 대사
- 2024.01~ 한경국립대학교 인문융합공공인재학부 석좌교수
- 2025.01~ 밀양시 정책고문
- 2025.03~ CJ프레시웨이 사외이사
- 법무법인(유한) 대륜 고문